# Fadrique Álvarez de Toledo, 2. Herzog von Alba

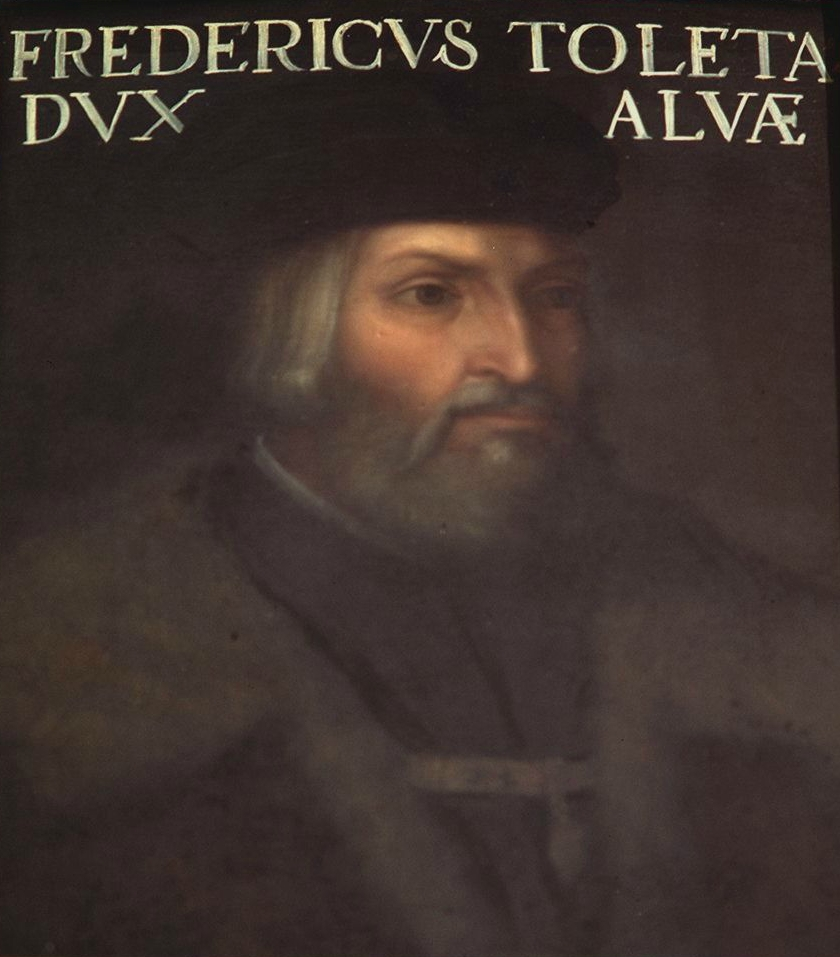
Fadrique Álvarez de Toledo, 2. Herzog von Alba, Cristofano dell’Altissimo

Fadrique Álvarez de Toledo y Enríquez de Quiñones, (* 1460 in Alba de Tormes; † 18. Oktober 1531 ebenda), 2. Herzog von Alba (Duque de Alba) seit 1488, Marqués de Coria, Conde de Salvatierra y Piedrahita, Señor de Valdecorneja. Er war der Sohn von García Álvarez de Toledo, 1. Herzog von Alba, und María Enríquez de Quiñones y Cossines.

## Familie
Fadrique war eng mit den Katholischen Königen, Ferdinand II. von Aragón und Isabella I. von Kastilien verbunden – zum einen, weil sein Vater im Jahr 1476 aktiv in die Schlacht bei Toro eingegriffen hatte, die den Sieg Isabellas über ihre Nichte Johanna (Juana la Beltraneja) brachte, zum anderen, weil seine Mutter die Schwester von Juana Enríquez war, der Mutter Ferdinands II. Seine Nichte María de Toledo, die Tochter seines Bruders Fernando Álvarez de Toledo, heiratete im Jahr 1508 den Sohn von Christoph Kolumbus, Diego Kolumbus, der in seinen Jugendjahren Page am Hofe von Isabella I. von Kastilien war und im Jahr der Eheschließung von den Katholischen Königen zum zweiten Vizekönig von Neuspanien ernannt wurde. Sie war die Mutter von Luis Kolumbus, dem dritten Vizekönig von Neuspanien und letztem Kolumbus-Erben.

## Biografie
Fadrique nahm im Jahr 1492 an der Eroberung Granadas teil und kämpfte im Jahr 1503 im Roussillon gegen die Franzosen. Als Ferdinand II. als Regent Kastiliens entschied, das Königreich Navarra zu erobern (1512), übertrug er das Kommando dem Herzog von Alba, der den Auftrag in lediglich zwei Wochen ausführte. Als Belohnung wurde er 1513 zum Generalkapitän von Andalusien und Herzog von Huéscar ernannt. Er war Erster Hofmeister (mayordomo mayor) Ferdinands und Mitglied der Staatsrats Karls I., den er auch nach Deutschland, Flandern und Italien begleitete. Im Jahr 1520 wurde er zum Grande von Spanien und zum Mitglied des Ordens vom Goldenen Vlies ernannt.
In dieser Zeit mussten er und einige Begleiter vor aufständischen Morisken in den Ort Puebla im äußersten Nordosten der Provinz Granada fliehen. Hier wurden sie freundlich aufgenommen und so kam der Ort zu seinem Beinamen.

## Nachkommen
Fadrique Álvarez war seit 1480 mit Isabel de Zúñiga (* 1470, † nach 1520), Gräfin von Sarmiento, verheiratet. Mit ihr hatte er fünf Söhne, die – mit Ausnahme des ältesten – selbst Nachkommen zeugten. Ihre Kinder waren:
- Doña Leonor Álvarez de Toledo, ⚭ Rodrigo Portocarrero.
- Don Garcia Álvarez de Toledo (X 1512 auf Djerba), Marqués de Coria, spanischer Admiral; ⚭ Beatriz Pimentel.
  - Doña Catalina Álvarez de Toledo, ⚭ Diego Enríquez de Velasco, 3. Graf von Alba de Liste.
  - Doña Maria Álvarez de Toledo, ⚭ Enrique Enríquez de Toledo, 4. Graf von Alba de Liste.
  - Don Fernando Álvarez de Toledo, 3. Herzog von Alba.
- Don Pedro Álvarez de Toledo († 1560), Vizekönig von Neapel, ⚭ Maria Osorio-Pimentel, Marquesa de Villafranca.
  - García Álvarez de Toledo, 4. Markgraf von Villafranca, Duque de Fernandina, Vizekönig von Sizilien; ⚭ Vittoria Colonna, Tochter des Herzogs von Paliano.
  - Leonor Álvarez de Toledo (* 1522, † 1562), ⚭ Cosimo I. de’ Medici, Großherzog von Toskana (* 1519; † 1574).
- Doña Aldonza Leonor Álvarez de Toledo, ⚭ Diego Enríquez de Velasco, 3. Graf von Alba de Liste.
- Don Juan Álvarez de Toledo (* 1488; † 1557), Bischof von Córdoba und Burgos, Erzbischof von Santiago de Compostela, Kardinal.